# Вениг, Карл Богданович
Ка́рл Богда́нович Ве́ниг, Венинг (нем. Karl Gottlieb Wenig; 14 [26] февраля 1830, Ревель — 24 января [6 февраля] 1908, Санкт-Петербург) — остзейский и русский живописец, последователь «позднего академизма», видная фигура среди петербургских художников времён «великих реформ» и контрреформ, педагог; старший брат участника «бунта четырнадцати» Богдана Венига, свойственник семьи Фаберже, близкий ученик и помощник Фёдора Бруни. Академик (с 1860) и профессор (в 1862–1894) Императорской Академии художеств, действительный статский советник (1888).

## Биография
Родился в Ревеле; старший сын в многодетной семье учителя музыки и органиста лютеранской церкви Святого Николая Готлиба Фридриха Венига (1804–1873) и его жены Агаты Эмилии (урождённой Фабриер, позднее Фаберг; 1808–1895), сестры и тётки знаменитых ювелиров. В раннем возрасте вместе с семьёй переехал в Санкт-Петербург, где его отец поступил на службу в дирекцию Императорских театров.
Художественное образование получил в Императорской Академии художеств, где с 1844 года по 1853 год был учеником Ф. А. Бруни и получил, кроме большой и малой серебряных медалей, малую золотую в 1852 году, за программу «Агарь в пустыне», и в 1853 году — большую золотую медаль за программу «Эсфирь перед Артаксерксом» (принадлежала Академии художеств).
Отправившись за границу пенсионером Академии на шесть лет, он поселился в Риме и изучал живопись Высокого Возрождения; в это время же он испытал влияние Фридриха Овербека и назарейцев.
В Риме написана им бывшая на академической выставке в 1860 году картина «Положение во гроб» (с 1870 года находилась в музее Академии художеств в Петербурге, с 1931 года — в Русском музее), доставившая ему в том же году звание академика. В 1862 году Академия признала его профессором исторической живописи за картину «Два ангела возвещают гибель городу Содому» (находилась в Румянцевском музее в Москве, после Революции 1917 года — в фондах Третьяковской галереи, с 1950 года в музее Академии художеств в Петербурге).
В том же году ему было поручено преподавать рисование в классах Академии, с 1875 года руководил костюмным классом. Последовательно продвигался по службе в Академии: в 1869 году его назначили адъюнкт-профессором, в 1876 году — штатным профессором второй степени по живописи и в 1888-м — штатным профессором первой степени. В 1894 году, в связи с реформой Академии художеств, вышел в отставку. Помимо службы в Академии, некоторое время преподавал рисование в гимназии Карла Мая; участвовал в деятельности Общества выставок художественных произведений (один из членов-учредителей с 1874) и Санкт-Петербургского общества художников (экспонент в 1902–1906 и 1908).
Главные его произведения, кроме вышеупомянутых, — работы в московском храме Христа Спасителя («Рождество Богородицы», «Успение», 16 фигур святых и две картины, исполненные по картонам Ф. А. Бруни — «Преображение» и «Воскресение»), «Распятие» в церкви Святого Николая в Ревеле (предполагаемый эскиз фрагмента композиции — в Третьяковской галерее) и две картины на сюжеты из допетровской эпохи: «Последние минуты Григория Отрепьева» (1879 год) и «Иван Грозный и его мамка» (обе находились в музее Академии художеств; после революции отправлены в музеи Нижнего Новгорода и Харькова соответственно).
Был похоронен в Петербурге на кладбище Воскресенского Новодевичьего монастыря; могила не сохранилась.

## Частная жизнь. Семья и потомки
В Петербурге Карл Вениг проживал на Васильевском острове в служебной квартире Академии художеств, затем — в собственном доме на Подрезовой улице, 26-Б, построенном в 1897 году по проекту Карла Шмидта — племянника художника по материнской линии. В браке с Марией Анной (Марианной Григорьевной) Венетонни (около 1831 — 19 февраля [3 марта]  1908, была похоронена на Новодевичьем кладбище, рядом с мужем), итальянкой по происхождению, Вениг имел трёх сыновей и двух дочерей:
- Григорий (1862—1927)[26] — живописец.
- Александр (1865—1907)[27] — живописец.
- Павел (1870—1942) — живописец.
- Мария, в замужестве Елагина (1863—1935) — преподавательница музыки. После 1918 года проживала в Самаре — Куйбышеве, где работала в музыкальном техникуме; с 1929 года на пенсии. 17 января 1935 года была арестована, 20 февраля приговорена к трём годам ссылки и отправлена в Архангельск, где и умерла[28]; реабилитирована посмертно в марте 1989 года[29][30].
- Ольга — преподавательница музыки, жила в Москве[30].

## Галерея

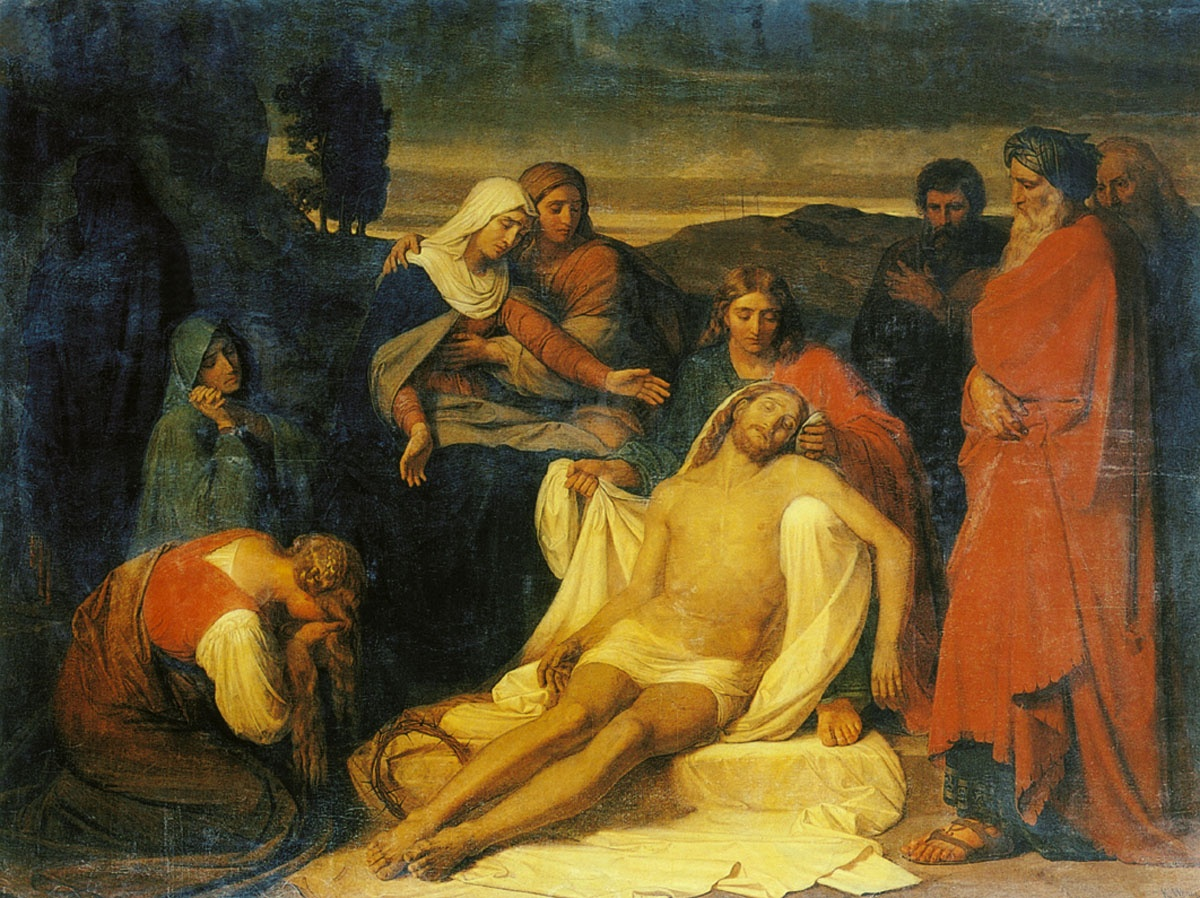
Положение во гроб. 1859 Холст, масло. 273 × 361 см Русский музей, Санкт-Петербург
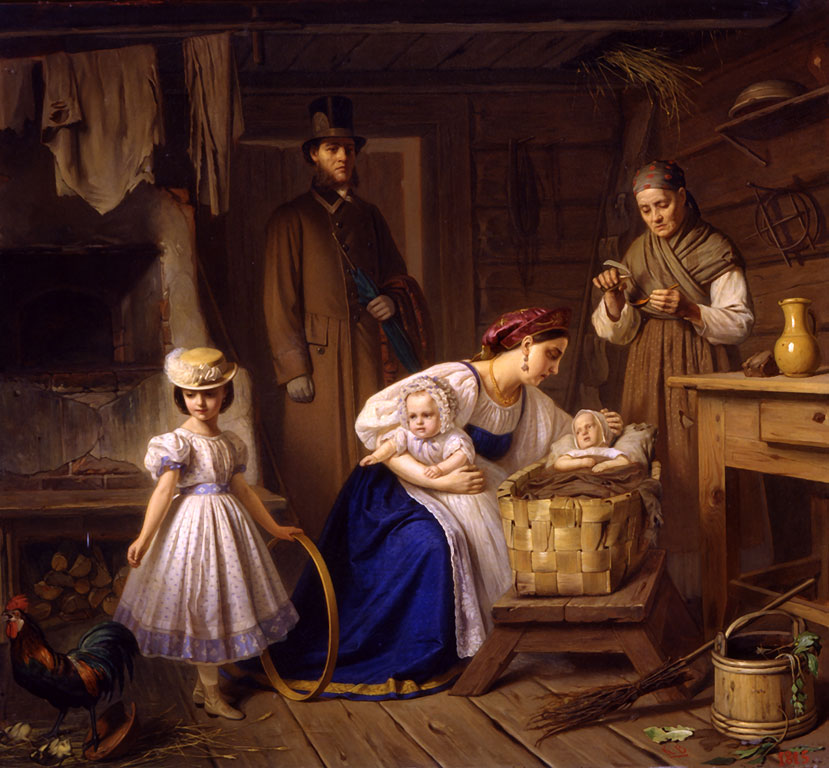
Кормилица пришла навестить своего больного ребёнка. 1860-е годы Холст, масло. 61 × 68 см Радищевский музей, Саратов
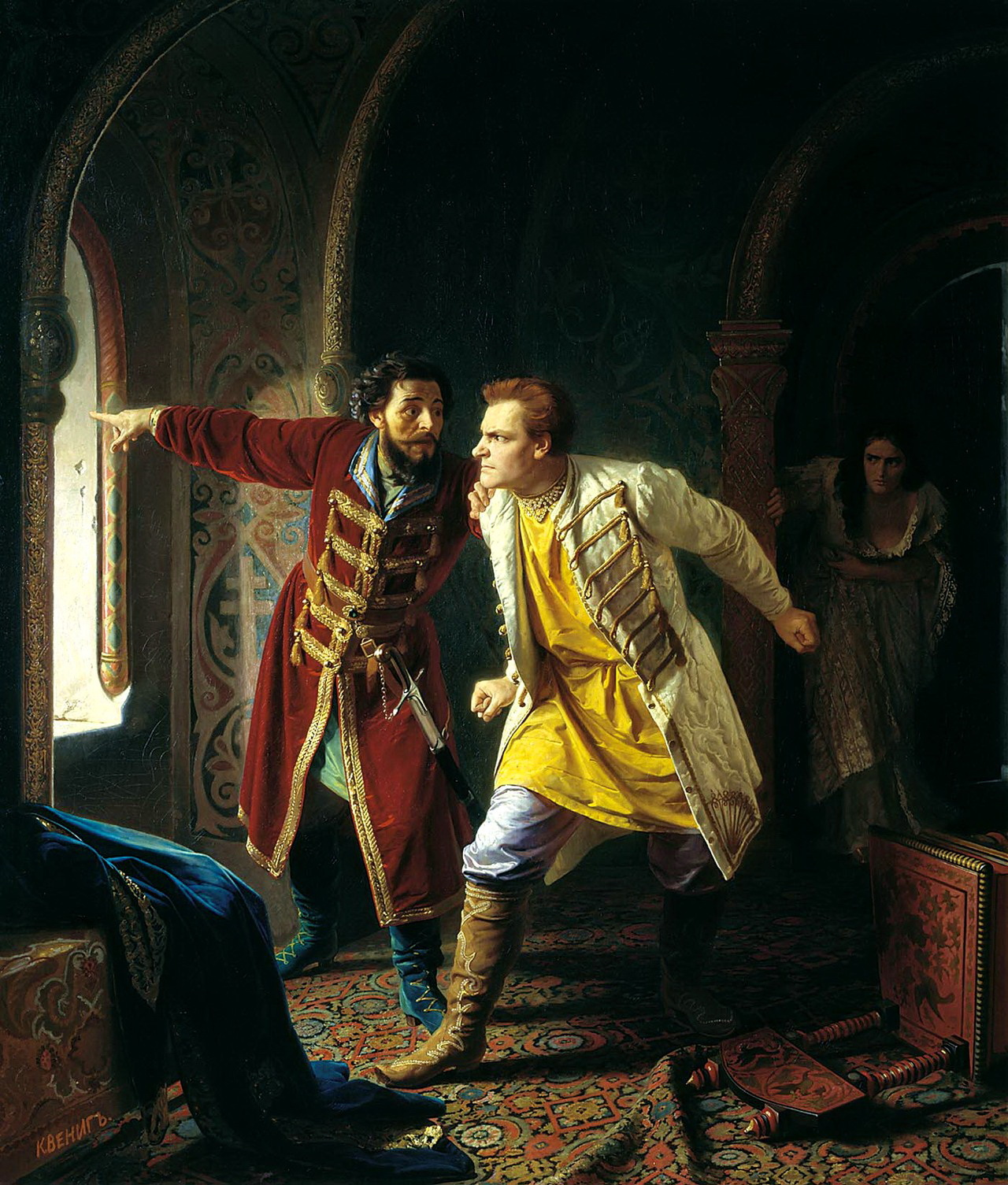
Последние минуты Григория Отрепьева. 1879 Холст, масло. 233 × 201 см Государственный художественный музей, Нижний Новгород
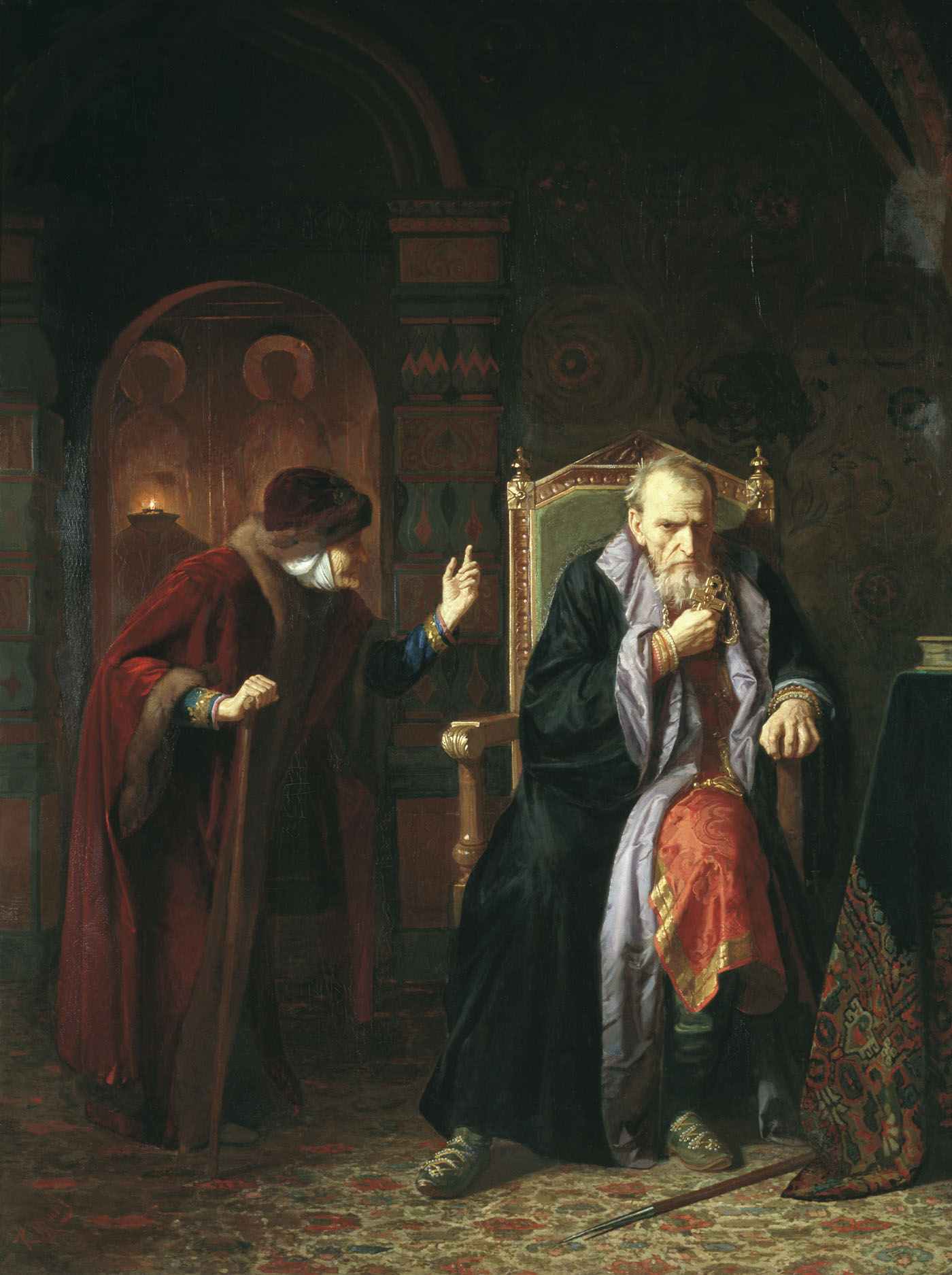
Иван Грозный и его мамка. 1886 Холст, масло. 187 × 140,5 см Художественный музей, Харьков
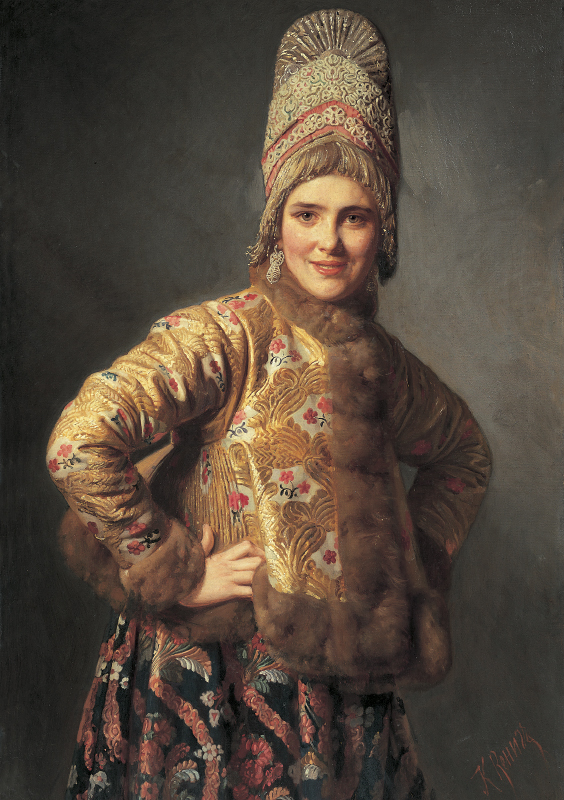
Русская девушка. 1889 Холст, масло. 117 × 75 см Русский музей, Санкт-Петербург
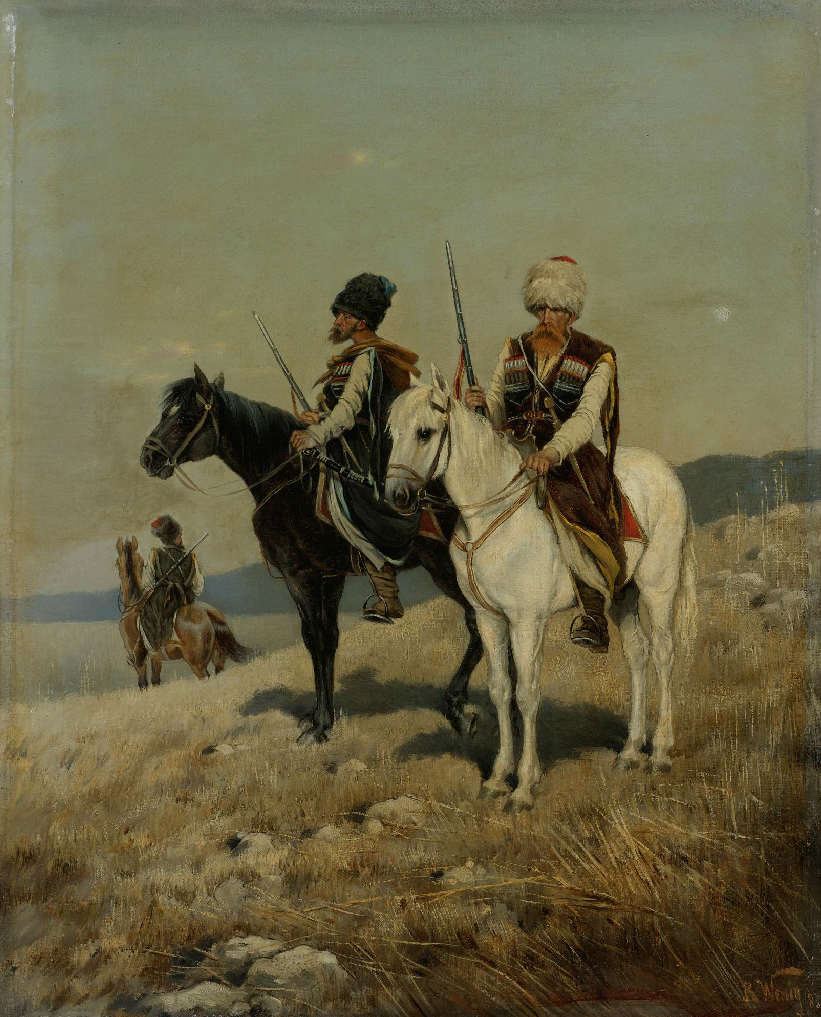
Всадники. 1883 Холст, масло. 44 × 36 см Частное собрание